# Russula adulterina
Russula adulterina är en svampart som tillhör divisionen basidiesvampar, och som först beskrevs av Fr., och fick sitt nu gällande namn av Peck ss. auct. Russula adulterina ingår i släktet kremlor, och familjen kremlor och riskor. Arten är reproducerande i Sverige.

## Bildgalleri